# Johannes Stoeffler
Johannes Stöffler (Sin diacríticos alemanes Johannes Stoeffler) (10 de diciembre de 1452 - 16 de febrero de 1531) fue un matemático, astrónomo, astrólogo y clérigo alemán, constructor de instrumentos astronómicos y profesor de la Universidad de Tübingen. Su nombre aparece a veces como Stöfler.

## Obra

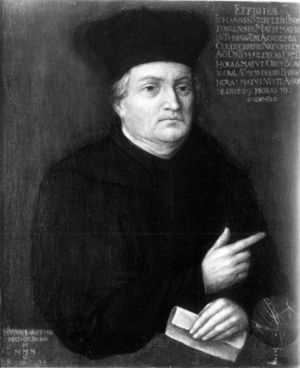
Johannes Stöffler.

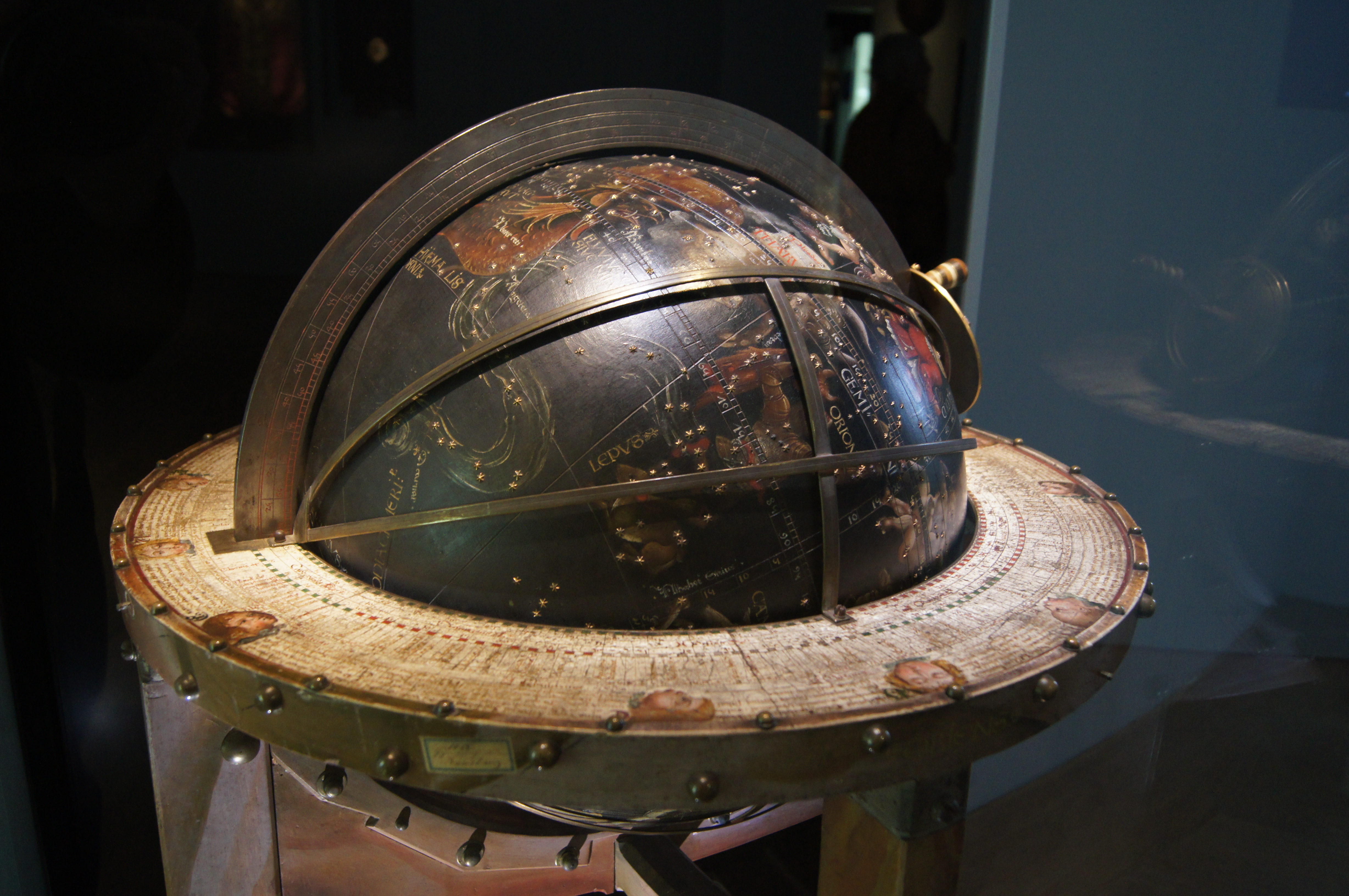
Globo celeste de Stöffler.

En 1493 realiza un globo celeste para el obispo de Constanza. Sólo esta obra es ya muy conocida y hoy en día puede verse en el Germanisches Nationalmuseum de Núremberg. En 1496 diseña y construye en reloj astronómico para la catedral de Münster.
En el año 1499 publica el Almanach nova plurimis annis venturis inserentia, en el que también colaboró el astrónomo Jakob Pflaum de Ulm. Esta obra tuvo mucha aceptación y se llegaron a publicar 13 ediciones hasta el año 1551.
En 1512 concluyó un libro sobre el uso y construcción del astrolabio (Elucidatio fabricae ususque astrolabii), publicado en 16 ediciones hasta 1620. En 1514 diseñó unas Tablas Astronómicas (Tabulae astronomicae).
Fue encargado de realizar una propuesta para la revisión del calendario (Calendarium romanum magnum) que formó parte del Calendario Gregoriano.
Se conserva un manuscrito con los comentarios de Stöffler a la Geografía de Ptolomeo (solo a los dos primeros libros, ya que el resto del manuscrito se perdió en un incendio). Otro comentario, a la Sphera del Pseudo-Proclo, fue publicado tras su muerte, en 1534. Como geógrafo, Stöffler estaba bien informado sobre los descubrimientos realizados por portugueses y españoles en África, América y Asia. Sin embargo, se negó a representar el Nuevo Mundo en sus propias obras geográficas. Este conservadurismo, que no fue único en la Alemania de su tiempo, Stöffler se lo transmitió a su discípulo Sebastian Münster, que en su mapamundi de 1532 omitiría muchos descubrimientos recientes.
Predijo que el 25 de febrero de 1524 se produciría una gran inundación que cubriría el mundo, coincidiendo con una alineación de los planetas sobre Piscis, un símbolo de agua para los astrólogos. Cientos de planfletos anunciando el diluvio causaron el pánico general; incluso un noble alemán, el conde von Iggleheim, construyó un arca de tres pisos. Aunque llovió ligeramente aquel día, no aconteció nada parecido a una inundación.

## Eponimia
- El cráter lunar Stöfler lleva este nombre en su memoria.[3]